# دو ۱۱۰ متر بامانع
دو ۱۱۰ متر بامانع یکی از رشته‌های المپیکیِ ورزش دو و میدانی است که در آن دوندگان بایستی مسافتِ ۱۱۰ متر را با پریدن از روی ۱۰ مانع در کوتاه‌ترین زمان ممکن طی کنند. ارتفاع هر مانع ۱٫۰۶۷ متر است و اولین مانع ۱۳٫۷۲ متر از خط شروع فاصله دارد.
رکورد جهانیِ فعلیِ دو ۱۱۰ متر بامانع متعلق به آریس مریت آمریکایی است که در سپتامبر ۲۰۱۲ این مسافت را در ۱۲٫۸۰ ثانیه دوید و رکورد قبلی را که در اختیار دایرون رابلس کوبایی با ۱۲٫۸۷ ثانیه بود، شکست. رکورد مسابقات المپیک هم در اختیار لیو شیانگ از چین است که در المپیک ۲۰۰۴ آتن زمان ۱۲٫۹۱ ثانیه را به ثبت رساند.
این رشته مخصوص ورزشکاران مرد است و ورزشکاران زن به جای آن در رشتهٔ ۱۰۰ متر بامانع مسابقه می‌دهند.